# 旧篠原家住宅

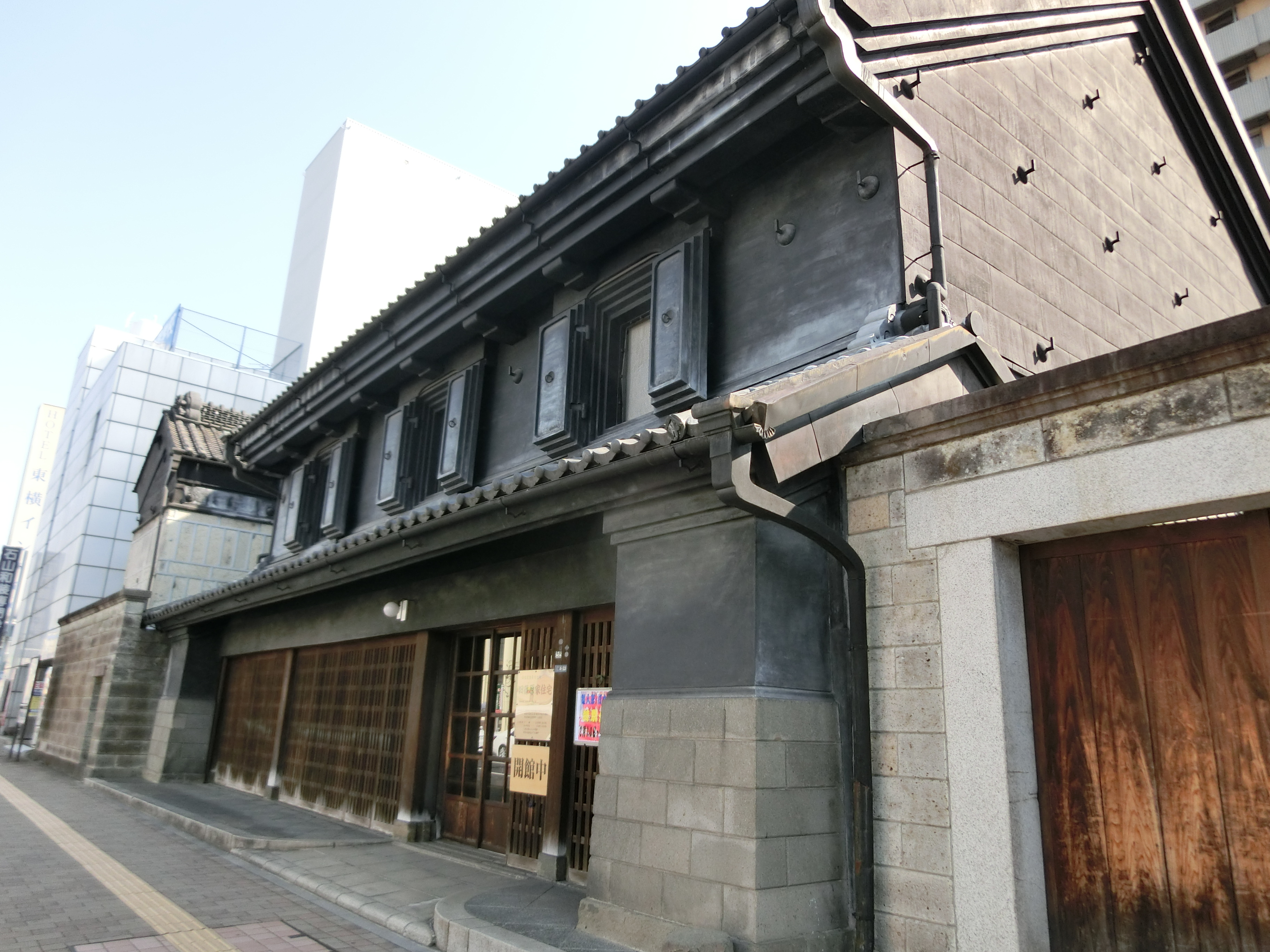
旧篠原家住宅

旧篠原家住宅（きゅうしのはらけじゅうたく）は、栃木県宇都宮市今泉一丁目にある歴史的建造物。土蔵造の主屋（店舗兼住宅）と新蔵は江戸時代以来の豪商であった宇都宮市の代表的旧家・篠原家が1895年（明治28年）に建てたもので、「旧篠原家住宅」の名称で建造物部門の重要文化財に指定されている。

## 概要
篠原家は下野国河内郡宿郷村（現・宇都宮市宿郷）の篠原本家4代目の3男が、宇都宮城下の博労町（現在地）に江戸時代末期に興した醤油醸造業を営む商家で、屋号を「堺屋」、家紋を「丸に横木斛」とした。明治期に入ると肥料業を、また太平洋戦争後には倉庫業などを営んだ宇都宮有数の豪商であった。1924年（大正13年）時点で田畑111町歩（≒110 ha）、小作人150人を抱えていた。
1945年（昭和20年）7月12日の宇都宮空襲では周辺の建物が焼失する中で唯一残ったため、翌日に兵隊が炊き出しを行って、店の前で市民におにぎりを配布した。とは言え、篠原家も醤油醸造蔵や米蔵など多くの建物を焼失している。

## 建築物

### 主屋（重要文化財）
外壁を黒漆喰塗りとし1階外部は両側面を大谷石貼りにするという、この地方独特のものである。装飾性は少ないが、建築部材は贅沢に使っている。開館時間中は観光ボランティアガイドが常駐しており、解説を受けることができる。
- 建築面積：172.2m2
- 建築形式：土蔵造2階建、切妻造平入、桟瓦葺[3]
- 建築時期：1895年（明治28年）建立[1]（部材墨書による）

### 新蔵（重要文化財）
外壁を黒漆喰塗り、1階外部を大谷石貼りとする。
- 建築面積：19.9m2
- 建築形式：土蔵造2階建、切妻造、桟瓦葺
- 建築時期：1895年（明治28年）建立（部材墨書による）

### 文庫蔵
生活用具、衣類、書画・骨董などの美術品、古書などを保管していたという。
- 建築形式：土蔵造2階建
- 建築時期：1851年（嘉永4年）建立。2002年から翌年（平成14～15年）にかけて解体修理が行われた。

### 石蔵
醤油醸造に使用した道具等を保管していたという。
- 建築形式：土蔵造2階建
- 建築時期：文庫蔵と同時期と推定される。

## 沿革
- 1851年（嘉永4年）11月 - 文庫倉、石倉が建立される。
- 1895年（明治28年）- 主屋と新蔵が建立される。
- 1995年（平成7年）11月27日 - 宇都宮市より市指定文化財に指定される（建造物4棟）。
- 1996年（平成8年）2月26日 - 宇都宮市に寄贈される。
- 1997年（平成9年）3月1日 - 「旧篠原家住宅」として一般公開が始まる。
- 2000年（平成12年）5月25日 - 主屋と新蔵の2棟が国の重要文化財に指定される（他に南北石塀が附（つけたり）指定となる）。
- 2003年（平成15年）2月 - うつのみや百景に選定された[4]。
- 2007年（平成19年）- 旧篠原家住宅保存会10周年記念イベント（さつき人形展示、ふるさと民話、バイオリン演奏会など）が催される。

## アクセス
徒歩
- JR宇都宮駅西口から徒歩5分（約300m[1]）
- 東武宇都宮駅東口から徒歩20分